# Герб Мосины
Герб Мосины (пол. Herb Mosiny)  —  официальный символ города Мосина в Польше, входящего в Великопольское воеводство,  Познанский повят.

## Описание
Герб города Мосины представляет собой геральдический щит, в червлёном поле которого серебряный орёл с золотыми лапами, вооружением, языком и короной.

## Символика
Мосина был когда-то королевским городом, и, поэтому, имеет право использовать государственную эмблему на своем гербе.

## История
Самые старые известные печати города относятся к XVIII в. (1752, 1777, 1779, 1780, 1784 ). На них изображен белый орел на красном поле.
После раздела Польши , город стал принадлежать Пруссии и с 1793 до начала  XIX века герб города был изменен.
Он представлял собою изображение городской ратуши с часовой башней.
Возврат к старейшему изображению герба произошел только в XX в. Инициатором изменения герба стала Комиссия по культуре и образованию Народного совета города и гмины Мосины , которая 4 мая 1985 приняла по этому вопросу соответствующее постановление.
С этого дня город использует в гербе Белого Орла с золотой короной на красном поле.

## Ссылка
- Городская администрация Мосины (недоступная ссылка)